# Carlos Alberto Vidal
Carlos Alberto Vidal Filipe (Lousã, 14 de setembro de 1954), mais conhecido pela sua personagem de Avô Cantigas, é um músico, cantor e compositor português, celebrizado no género da música infantojuvenil.

## Biografia
Com apenas 6 anos cantou a canção "A Procissão" numa festa de Natal da Companhia de papel do Prado. Muda-se para Cascais onde começa a tocar guitarra e a ter composto em fazer canções. Era amigo de Rita Ribeiro que lhe arranja um contacto com alguém que tinha conhecimentos na editora Imavox.
Em 1973 grava o single As Filhas da Tia Anica. Segue-se o single Bom Dia, Senhor Alberto! em Março de 1974.
O álbum Changri-Lá, editado em 1976, é um disco singular na sua carreira. É considerado por muitos um marco no campo do rock progressivo feito em Portugal. 
Em 1978 gravou para a Orfeu o single Em Mangas de Camisa. No ano de 1979 participou com vários temas no I Festival da Nova Canção de Lisboa.
Em 1979 gravou para a RTP a banda sonora em português do anime Jacky, O Urso de Tallac. Foram adaptadas as canções da banda sonora espanhola, em vez de compor uma banda sonora original portuguesa ou dobrar directamente do japonês.
Em 1981 participou no programa "Palhaços À Solta" da RTP com Croquete e Batatinha (António Branco). Nesse ano obteve grande sucesso com o tema "A Cantiga do Chouriço".
A personagem "Avô Cantigas", um alter-ego do músico, foi criada por António Avelar de Pinho e Carlos Alberto Vidal para o programa "O Passeio dos Alegres" de Júlio Isidro. Gravou o disco As cantigas do Avô Cantigas.
Também em 1981 gravou para a RTP a versão portuguesa da banda sonora série de desenhos nipo-espanhola Ruy o Pequeno Cid.
Em 1983 gravou para a RTP a versão portuguesa dos temas de abertura e encerramento do anime Bell e Sebastião. Finalmente, os temas foram adaptados directamente da versão original japonesa, pois a RTP comprou a série directamente do país de origem.
Em 1985 é editado um single com o Chegou O Menino Jesus do Avô Cantigas. Em 1986 é lançado o álbum Histórias do Corpo Humano. Em 1987 lança o single Planeta Azul. No ano seguinte é editado o single Balada de Neve.
Participou, com Sofia Sá da Bandeira, no programa "Vitaminas". Cria depois nova personagem com o "Guarda Vidal".
Em 2004, ganha o concurso da Grande Marcha de Lisboa com o tema ''Lisboa a Namorar''.
Em 2007, como Avô Cantigas, obtém um grande sucesso com ''Fantasminha Brincalhão'' com permanência durante vários meses no top nacional de vendas. O disco foi reeditado com mais temas e foi editada uma versão em DVD. Atchim torna-se mais outro grande sucesso do avô cantigas.
Regressa com Gosto Tanto de Ti onde contou com a participação de nomes como Mafalda Veiga, Dany Silva ou os Shout.
Em 2011 é lançado um livro e já em 2012 é editado o álbum É Tão Bom Sonhar.
Em 2021 lança o álbum Salsifré das Galinhas pela editora País Real.

## Discografia
- 1973 - As Filhas da Tia Anica/Maria Noite E Dia (Imavox)
- 1974 - Bom Dia, Senhor Alberto!/Teu Corpo De Mulher (Single, Imavox)
- 1976 - Changri-Lá (LP, Imavox)
- 1978 - Em Mangas De Camisa/Laranja Quente (Single, Orfeu)
- 1980 - O Pensamento /Girassol No Teu Olhar (Single, Polygram)
- 1980 - Olhos Tristes - Polygram
- 1981 - Palhaços À Solta - Polygram
- 1981 - A Cantiga Do Chouriço - Polygram
- 1983 - Ó Zé Bate O Pé/Tenho Um Cantinho P'ra Ti - Polygram
- 1983 - Pá Pé Pi Pó Pu - Polygram
- 1987 - Planeta Azul - Polygram
- 1988 - Balada de Neve - Polygram
- 1992 - Zoo Lógico (Programa "Vitaminas") - Sony Music
- 1997 - Parar E Andar Com O Guarda Vidal - Polygram

## Discografia do Avô Cantigas
- 1982 - As cantigas do avô cantigas - Polygram
- 1985 - Chegou o Menino Jesus/Vosso Avô Natal - Polygram (Single)
- 1986 - Histórias do Corpo Humano - Polygram
- 1987 - Planeta Azul - Polygram
- 1994 - Tulimix com o Avô Cantigas - Espaço 3P (cassete)
- 1994 - As melhores do Avô Cantigas - Polygram
- 1999 - A Descoberta do Euro - Espaço 3P
- 2000 - O Livro das Canções - Impala (Livro+CD)
- 2001 - Biribum Biribum O Melhor do Avô Cantigas - Universal
- 2002 - É Bom Ser Assim - Zona Música
- 2003 - A Vassoura Voadora - Zona Música
- 2004 - Canta-me Histórias - Farol Música
- 2006 - Biscoiteca - Farol Música
- 2007 - Fantasminha Brincalhão - Sony BMG
- 2008 - A Magia do Avô Cantigas - Farol
- 2010 - Gosto Tanto de Ti - Sony
- 2012 - É Bom Sonhar - Iplay
- 2021 - Salsifré das Galinhas - País Real[1]